# Nazionale maschile di football americano delle Filippine
La nazionale di football americano delle Filippine è la selezione maggiore maschile di football americano della American Tackle Football Association of the Philippines, che rappresenta le Filippine nelle varie competizioni ufficiali o amichevoli riservate a squadre nazionali.

## Risultati
Legenda: Grassetto: Risultato migliore, Corsivo: Mancate partecipazioni

## Dettaglio stagioni

### Amichevoli
| Stagione | Vin | Par | Per | Tot | PF | PS | avversaria                |
| -------- | --- | --- | --- | --- | -- | -- | ------------------------- |
| 2014     | 0   | 0   | 1   | 1   | 7  | 56 | Western Australia Raiders |
| Totale   | 0   | 0   | 1   | 1   | 7  | 56 |                           |

Fonte: americanfootballitalia.com

### Tornei

#### Mondiali

##### Qualificazioni
| Stagione | regular season | regular season | regular season | regular season | regular season | regular season | playoff | playoff | playoff | playoff | playoff | playoff         | playoff    |
|          | Vin            | Par            | Per            | Tot            | PF             | PS             | Vin     | Per     | Tot     | PF      | PS      | risultato       | avversaria |
| -------- | -------------- | -------------- | -------------- | -------------- | -------------- | -------------- | ------- | ------- | ------- | ------- | ------- | --------------- | ---------- |
| 2015     |                |                |                |                |                |                | 0       | 1       | 1       | 0       | 86      | Non qualificata | Giappone   |
| Totale   |                |                |                |                |                |                | 0       | 1       | 1       | 0       | 86      |                 |            |

Fonte: americanfootballitalia.com

### Riepilogo partite disputate
| Anno | Luogo  | Evento       | Fase del torneo | Incontro                              | Risultato |
| 2014 | Manila | Amichevole   |                 | Filippine - Western Australia Raiders | 7 - 56    |
| 2015 | Manila | PHIL-KOR Cup |                 | Filippine - Korea Tigers              | 33 - 38   |
| 2015 | Tokyo  | Mondiale     | Qualificazioni  | Giappone - Filippine                  | 86 - 0    |
| 2016 | Manila | PHIL-KOR Cup |                 | Filippine - Korea Tigers              | 19 - 8    |

## Confronti con le altre Nazionali
Questi sono i saldi delle Filippine nei confronti delle Nazionali incontrate.

### Saldo negativo
| Nazionale | Giocate | Vinte | Pareggiate | Perse | PF | PS | Ultima vittoria | Ultimo pari | Ultima sconfitta |
| --------- | ------- | ----- | ---------- | ----- | -- | -- | --------------- | ----------- | ---------------- |
| Giappone  | 1       | 0     | 0          | 1     | 0  | 86 | -               | -           | 2015             |

## I Philippine Punishers
Prima dell'apertura ufficiale di una nazionale filippina era stata istituita una all-star chiamata Philippine Punishers, che giocò incontri contro rappresentative di Guam, delle Isole Marianne Settentrionali e contro squadre hongkonghesi e cinesi.
I Punishers non possono essere considerati una vera nazionale in quanto comprendevano anche giocatori stranieri, tuttavia nel periodo pionieristico del football americano nelle Filippine erano l'unica realtà che giocasse incontri a livello internazionale e funzionavano come una vera e propria selezione di lega.

### Riepilogo partite disputate
| Anno | Luogo       | Evento     | Fase del torneo | Incontro                                             | Risultato |
| 2012 | ?           | Amichevole |                 | Philippine Punishers - Guam                          | p - v     |
| 2012 | ?           | Amichevole |                 | Philippine Punishers - Beijing Guardians             | 14 - 0    |
| 2012 | Filippine   | Amichevole |                 | Philippine Punishers - Hong Kong Cobras              | 43 - 12   |
| 2012 | Hong Kong   | Amichevole |                 | Hong Kong Cobras - Philippine Punishers              | 12 - 32   |
| 2012 | Manila      | Amichevole |                 | Philippine Punishers - Isole Marianne Settentrionali | 13 - 6    |
| 2013 | Tung Chung  | Amichevole |                 | Hong Kong Cobras - Philippine Punishers              | 9 - 21    |
| 2013 | Filippine   | Amichevole |                 | Philippine Punishers - Hong Kong Cobras              | ? - ?     |
| 2013 | Taguig      | Amichevole |                 | Philippine Punishers - Guam                          | ? - ?     |
| 2014 | Taguig      | Amichevole |                 | Philippine Punishers - Guam                          | ? - ?     |
| 2014 | Quezon City | Amichevole |                 | Philippine Punishers - Isole Marianne Settentrionali | 0 - 72    |

### Confronti con le altre Nazionali
Questi sono i saldi dei Philippine Punishers nei confronti delle Nazionali incontrate.

#### Saldo in pareggio
| Nazionale                     | Giocate | Vinte | Pareggiate | Perse | PF | PS | Ultima vittoria | Ultimo pari | Ultima sconfitta |
| ----------------------------- | ------- | ----- | ---------- | ----- | -- | -- | --------------- | ----------- | ---------------- |
| Isole Marianne Settentrionali | 2       | 1     | 0          | 1     | 13 | 78 | 2012            | -           | 2014             |

#### Dati incompleti
| Nazionale | Giocate | Vinte | Pareggiate | Perse | PF | PS | Ultima vittoria | Ultimo pari | Ultima sconfitta |
| --------- | ------- | ----- | ---------- | ----- | -- | -- | --------------- | ----------- | ---------------- |
| Guam      | 3       | ?     | ?          | ?     | ?  | ?  | ?               | ?           | ?                |